# Datsakorn Thonglao
Datsakorn Thonglao (tiếng Thái: ดัสกร ทองเหลา, sinh ngày 30 tháng 12 năm 1983) là một cầu thủ bóng đá người Thái Lan, chơi ở vị trí tiền vệ tấn công tại giải Thai Premier League cho câu lạc bộ Muangthong United. Thonglao được biết đến với quả đá phạt nguy hiểm của mình và là cầu thủ dẫn dắt lối chơi cho toàn đội.

## Sự nghiệp

### Câu lạc bộ
Tuổi trẻ của Thonglao gắn liền với câu lạc bộ Raj Pracha từ năm 1998-1999 và bắt đầu thi đấu cho câu lạc bộ trong mùa giải 1999-2000.
Tiền vệ trẻ này đã tham gia một Thai Premier League khi chơi cho BEC Tero Sasana trong mùa giải 2001-2002 và giành chức vô địch với câu lạc bộ vào mùa giải đó. Đó là danh hiệu đầu tiên trong sự nghiệp của Thonglao.
Sau một mùa giải thành công với BEC Tero Sasana, Datsakorn Thonglao được thi đấu cho một câu lạc bộ của Bundesliga khi Kaiserslautern ký hợp đồng mượn cầu thủ này trong một mùa giải. Vào ngày 2 tháng 5 năm 2002, Kaiserslautern bày tỏ quan điểm khi muốn ký hợp đồng chính thức với Thonglao, lúc này anh đang là đội trưởng của tuyển U-20 Thái Lan. Tuy nhiên, hợp đồng đã không được ký kết do Thonglao từ chối gia hạn hợp đồng với câu lạc bộ của Đức vì anh nhớ nhà và muốn thi đấu tại quê hương.
Datsakorn trở lại BEC Tero Sasana ở mùa giải 2002–2003 và dẫn dắt đội bóng đến với trận chung kết của AFC Champions League nhưng để thua chung cuộc trước câu lạc bộ Al Ain của UAE với tỉ số 1–2 sau hai lượt trận. Mùa đó đó, anh cũng chỉ giúp câu lạc bộ giành hạng hai tại 3 giải là Giải vô địch các câu lạc bộ Đông Nam Á (thua câu lạc bộ Đông Bengal của Ấn Độ), Cúp bóng đá Hoàng gia Kor và Thai Premier League (thất bại trong cuộc đua trước câu lạc bộ Krung Thai Bank tại cả hai giải đấu).
Năm 2007, tiền vệ này đã đến đầu quân cho một câu lạc bộ của Việt Nam tại giải V-League, Hoàng Anh Gia Lai. Sau đó, Thonglao trở thành một trong những cầu thủ được những người hâm mộ Việt Nam yêu mến nhất. Tuy nhiên, sau ba năm gắn bó với Hoàng Anh Gia Lai, anh cũng không thể giúp câu lạc bộ của mình giành chiến thắng tại bất kỳ giải đấu nào.
Trong năm 2010, Muangthong United đã đưa Datsakorn Thonglao trở lại Thái Lan với mức phí chuyển nhượng là 200.000 USD (6,6 triệu baht). Sau đó, Thonglao trở thành cầu thủ người Thái Lan được trả lương cao nhất tại thời điểm đó. Thonglao nhanh chóng thể hiện tài năng khi đưa Muangthong United vô địch giải Thai Division 1 League (Giải hạng nhất Thái Lan), đồng thời giúp câu lạc bộ này lên chơi ở giải Thai Premier League. Sau đó anh cũng được bầu làm đội trưởng của đội bóng. Hai mùa giải tiếp theo tại Thai Premier League, Muangthong United vô địch liên tiếp hai mùa giải 2009 và 2010. Sau mùa giải 2011 không thành công, câu lạc bộ tiếp tục vô địch giải vào năm 2012 và giành vị trí thứ hai vào mùa giải 2013 (sau câu lạc bộ Buriram United) và vô địch năm 2016.

### Thi đấu quốc tế
Thonglao có trận ra mắt ở đội tuyển quốc gia Thái Lan vào năm 2001, khi anh giành thi đấu cho câu lạc bộ Kaiserslautern. Là thành viên của đội tuyển U-19 và U-23 Thái Lan nhưng chỉ sau một thời gian ngắn, Thonglao đã được gọi vào đội tuyển quốc gia Thái Lan và trở thành cầu thủ không thể thiếu trong đội hình đội bóng. Từ năm 2001 đến năm 2014, anh đã 98 lần khoác áo đội tuyển quốc gia và ghi được 12 bàn thắng.
Trong năm 2007, Thonglao cùng đội tuyển Thái Lan thi đấu tại Vòng loại giải vô địch bóng đá thế giới 2010 khu vực châu Á. Anh ghi được hai bàn thắng trong trận đấu tại vòng loại thứ nhất trước Macau, giúp đội bóng vượt qua Yemen ở vòng hai trước khi dừng bước tại vòng 3.
Thonglao cũng là một cầu thủ quan trọng trong giúp Thái Lan chiến thắng tại giải T&T Cup 2008.
Năm 2011, Vòng loại giải vô địch bóng đá thế giới 2014 khu vực châu Á, Thonglao cũng đã có hai bàn thắng cho đội tuyển Thái Lan trong trận hòa 2-2 tại vòng đấu thứ hai trước đội tuyển Palestine.
Năm 2012, Thonglao thi đấu trong hầu hết các giải đấu của đội tuyển quốc gia. Anh là một cầu thủ quan trọng trong Giải vô địch bóng đá Đông Nam Á 2012, mặc dù bị chấn thương háng, nhưng Thonglao đã cố thi đấu đến khi kết thúc giải đấu.

## Danh hiệu

### Quốc tế
U-23 Thái Lan
- Sea Games Huy chương vàng (2): 2003, 2005

Thái Lan
- Giải vô địch bóng đá Đông Nam Á Á quân (3): 2007, 2008, 2012
- T&T Cup: 2008

### Câu lạc bộ
BEC Tero Sasana
- Thai Premier League Vô địch (1); 2001–02
- AFC Champions League Á quân (1); 2002–03
- Giải vô địch bóng đá các câu lạc bộ Đông Nam Á Á quân (1); 2003
- Thai Premier League Vô địch (1); 2001–02
- Cúp bóng đá Hoàng gia Kor Vô địch (1); 2001

Muangthong United
- Thai Premier League Vô địch (3); 2010, 2012, 2016
- Cúp bóng đá Hoàng gia Kor Vô địch (1); 2010
- Cúp Liên đoàn bóng đá Thái Lan (1): 2016

## Bàn thắng quốc tế
| #   | Ngày                 | Địa điểm                                                   | Đối thủ           | Bàn thắng | Kết quả | Giải đấu                  |
| --- | -------------------- | ---------------------------------------------------------- | ----------------- | --------- | ------- | ------------------------- |
| 1.  | 10 tháng 11 năm 2003 | Tashkent, Uzbekistan                                       | Hồng Kông         | 1-2       | Thua    | Vòng loại Asian Cup 2004  |
| 2.  | 17 tháng 11 năm 2003 | Bangkok, Thái Lan                                          | Hồng Kông         | 4-0       | Thắng   | Vòng loại Asian Cup 2004  |
| 3.  | 16 tháng 2 năm 2003  | Sân vận động Suphachalasai, Bangkok, Thái Lan              | CHDCND Triều Tiên | 2-2       | Hòa     | Cúp Nhà vua Thái Lan 2003 |
| 4.  | 24 tháng 12 năm 2006 | Sân vận động Suphachalasai, Bangkok, Thái Lan              | Việt Nam          | 2-1       | Thắng   | Cúp Nhà vua Thái Lan 2006 |
| 5.  | 24 tháng 1 năm 2007  | Sân vận động Quốc gia Mỹ Đình, Hà Nội, Việt Nam            | Việt Nam          | 2-0       | Thắng   | AFF Cup 2007              |
| 6.  | 8 tháng 10 năm 2007  | Sân vận động Suphachalasai, Bangkok, Thái Lan              | Ma Cao            | 6-1       | Thắng   | Vòng loại World Cup 2010  |
| 7.  | 15 tháng 10 năm 2007 | Sân vận động Campo Desportivo, Ma Cao                      | Ma Cao            | 7-1       | Thắng   | Vòng loại World Cup 2010  |
| 8.  | 7 tháng 6 năm 2008   | Sân vận động Quốc gia Bahrain, Riffa, Bahrain              | Bahrain           | 1-1       | Hòa     | Vòng loại World Cup 2010  |
| 9.  | 28 tháng 7 năm 2011  | Sân vận động Quốc tế Faisal Al-Husseini, Bờ Tây, Palestine | Palestine         | 1-1       | Hòa     | Vòng loại World Cup 2014  |
| 10. | 28 tháng 7 năm 2011  | Sân vận động Quốc tế Faisal Al-Husseini, Bờ Tây, Palestine | Palestine         | 2-2       | Hòa     | Vòng loại World Cup 2014  |
| 11. | 24 tháng 2 năm 2012  | Sân vận động kỷ niệm 700 năm, Chiang Mai, Thái Lan         | Maldives          | 3-0       | Thắng   | Giao hữu                  |
| 12. | 26 tháng 1 năm 2013  | Sân vận động kỷ niệm 700 năm, Chiang Mai, Thái Lan         | CHDCND Triều Tiên | 2-2       | Hòa     | Cúp Nhà vua Thái Lan 2013 |